# Щекин, Максим Игоревич
Щекин Максим Игоревич (род. 21 мая 1990, Новый Оскол, Белгородская область) — российский боец смешанного стиля, представитель полусредней весовой категории. Выступает на профессиональном уровне, начиная с 2013 года, известен по участию в турнирах бойцовских организаций FIGHT NIGHTS GLOBAL, ACB, WLF, FAP.

## Биография
Максим Щекин родился 21 мая 1990 года в городе Новый Оскол Белгородской области. Впоследствии переехал на постоянное жительство в Москву, а именно в город Троицк.
В раннем детстве начал заниматься спортом под руководством тренеров Мальцева В.А. и Богородова А.
Поддерживает Детский Дом «Молодая Гвардия» поселение Внуковское.

### Профессиональная карьера
Дебютировал в смешанных единоборствах на профессиональном уровне в сентябре 2013 года, на турнире «Вечер боев» в городе Камышин, где принял бой от Дмитрия Тамаева, который закончился для него первой победой в карьере.
Продолжил регулярно выступать в промоушене Fight Alliance Promotion, где одержал 2 победы над такими спортсменами, как Чингиз Бадира и Дмитрий Тамаев.
Следующим соперником Максим стал Абдусамад Сангов на турнире организации ACB, где Максим проиграл свой поединок техническим нокаутом.
Своих два крайних боя провел в организации FIGHT NIGHTS GLOBAL, где в первом одержал победу против швейцарского спортсмена Габриэля Сабо, забрав победу нокаутом, и проиграв сопернику из Беларуси Руслану Колодко.

## Статистика в профессиональном ММА
| Боёв 13  | Побед 10 | Поражений 3 |
| -------- | -------- | ----------- |
| Нокаутом | 7        | 1           |
| Сдачей   | 1        | 2           |
| Решением | 2        | 0           |

| Результат | Рекорд | Соперник         | Способ                    | Турнир                                              | Дата             | Раунд | Время | Место          | Примечание |
| --------- | ------ | ---------------- | ------------------------- | --------------------------------------------------- | ---------------- | ----- | ----- | -------------- | ---------- |
| Победа    | 6-3    | Денис Дживовский | Сдача (Рычаг локтя)       | FNG 93                                              | 6 апреля 2019    | 1     | 0:46  | Москва, Россия |            |
| Поражение | 5-3    | Руслан Колодко   | Сдача (Рычаг локтя)       | FNG 90                                              | 19 октября 2018  | 1     | 4:20  | Москва, Россия |            |
| Победа    | 4-2    | Габриэль Сабо    | TKO                       | FNG 85                                              | 30 марта 2018    | 1     | 3:35  | Москва, Россия |            |
| Победа    | 3-2    | Юнда Ли          | TKO                       | WLF W.A.R.S.12                                      | 17 марта 2017    | 1     | 0:26  | Сочи, Россия   |            |
| Поражение | 2-2    | Максим Пугачев   | Сдача (Удушение сзади)    | Northwest League of Combat Sambo King of the Ring 2 | 12 августа 2016  | 2     | 4:27  | Сочи, Россия   |            |
| Поражение | 2-1    | Абдусамад Сангов | TKO                       | ACB 33                                              | 16 апреля 2016   | 3     | 2:07  | Сочи, Россия   |            |
| Победа    | 2-0    | Чингиз Бадира    | Сдача (Скручивание пятки) | Fight Alliance Promotions — Gladiator Fighting 2    | 22 сентября 2014 | 1     | 4:58  | Сочи, Россия   |            |
| Победа    | 1-0    | Дмитрий Тамаев   | Технический нокаут        | Fight Alliance Promotions — Gladiator Fighting 1    | 4 мая 2014       | 2     | 2:29  | Москва, Россия |            |